# Подлесє
Подлесє (словен. Podlesje) — поселення в общині Кочев'є, регіон Південно-Східна Словенія, Словенія. Висота над рівнем моря: 510,9 м.